# Trygve Solberg Aarstad
Trygve Solberg Aarstad (født 1. januar 2002 i Norge) er en fodboldspiller. Han spiller på den centrale midtbane. Han har siden 1. juli 2018 spillet på U-19-holdet i F.C. København. Tidligere har han spillet i Vålerenga på deres ungdomshold.